# Urbain-Marie Person
Urbain-Marie Person OFMCap (* 4. Februar 1906 in Lanarvily, Frankreich; † 9. Februar 1994) war ein Bischof der Römisch-Katholischen Kirche und Apostolischer Vikar von Harar in Äthiopien. 

## Leben
Urbain-Marie Person wurde am 28. Februar 1932 zum Ordenspriester der Kapuziner geweiht. Am 2. Januar 1952 erhielt er die Berufung zum Apostolischen Präfekten von Awasa (bis 16. Februar 1973) und Soddo-Hosanna (bis 16. Februar 1973). Unter gleichzeitiger Ernennung zum Titularbischof von Cyme wurde er am 3. Juli 1955 zum Apostolischen Vikar von Harar berufen. 
Am 28. August 1955 empfing er durch Kardinal Eugène Tisserant, Präfekt der Congregatio Caeremoniarum, die Bischofsweihe. Mitkonsekratoren waren die Erzbischöfe Pietro Sigismondi, Sekretär der Kongregation für die Evangelisierung der Völker, und Giovanni C. Luigi Marinoni OFMCap, Apostolischer Vikar von Eritrea.
Am 4. Dezember 1981 wurde er altersbedingt in den Ruhestand versetzt. Sein Nachfolger wurde Bischof Woldetensaé Ghebreghiorghis. 
Er war Mitkonsekrator bei Dominic Romuald Basil Athaide OFMCap zum Erzbischof von  Agra in Indien, Asrate Mariam Yemmeru zum Titularbischof von Urima und Apostolischen Vikar von Asmara und François Abraha zum Bischof von Asmara. Bischof Person hat an den vier Sitzungsperioden des Zweiten Vatikanischen Konzils als Konzilsvater teilgenommen. 